# Umm al-Ghar
Umm al-Ghar (arab. أم الغار) – wieś w Syrii, w muhafazie Idlib. W 2004 roku liczyła 204 mieszkańców.